# Knut Storberget
Knut Storberget (né le 6 octobre 1964) est un homme politique norvégien. Il est membre du Parti du Travail. Il est ministre de la Justice et de la Police du 17 octobre 2005 au 11 novembre 2011. Il démissionne du gouvernement à la suite des attentats que connait la Norvège en 2011.